# Carl Friedrich Otto
Carl Friedrich Otto (* 30. Mai 1828 in Blankenheim in Hessen; † 9. Juni 1906 ebenda) war ein deutscher Domänenpächter und Abgeordneter des Kurhessischen Kommunallandtages des Regierungsbezirks Kassel. 

## Leben
Carl Friedrich Otto wurde als Sohn des Andreas Otto und dessen Gemahlin Catharina Elisabeth Hoffmann geboren. Er übernahm die von seinem Vater gepachtete Domäne Kloster Blankenheim und war im Range eines Oberamtmanns. In indirekter Wahl erhielt er im Januar 1875 ein Mandat für den Kurhessischen Kommunallandtag des Regierungsbezirks Kassel. Er blieb bis zum Jahre 1880 in dem Parlament. 